# Yucca thompsoniana
Yucca thompsoniana Trel. es una especie de planta fanerógama perteneciente a la familia Asparagaceae. 

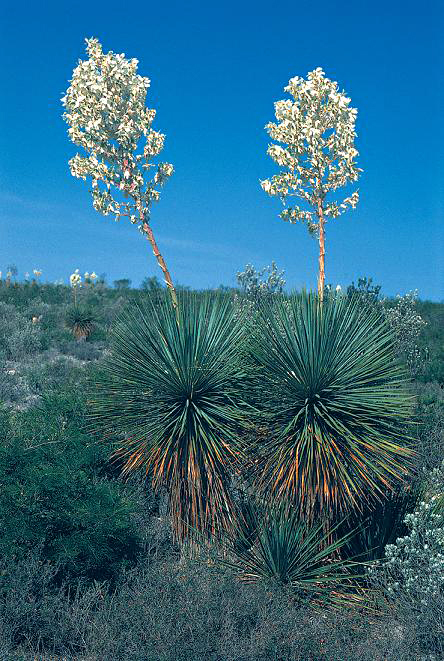
Inflorescencias

## Distribución y hábitat
Es nativa de Texas, Chihuahua y Coahuila. Se encuentra en las colinas planas o bajas en suelos pedregosos a una altitud de entre 300 y 1.500 metros. Crece asociada con Yucca carnerosana, Yucca torreyi especies de ágaves y cactus.

## Descripción
Yucca thompsoniana tiene un tronco que alcanza un tamaño de hasta 1 m de altura, con ramificación por encima del suelo. Tiene flores antes de que haya cualquier tronco en absoluto, pero sigue en flor después de que el tallo comienza a crecer. Las hojas son estrechas y en forma de daga, un poco glaucas, de hasta 35 cm de largo y 10 mm de ancho. La inflorescencia es una panícula de unos 100 cm de alto. Las flores son blancas, de unos 4 cm de largo. La fruta es una cápsula seca, en forma de huevo.

## Taxonomía
Yucca thompsoniana fue descrita por William Trelease y publicado en Annual Report of the Missouri Botanical Garden 22: 101–102, pl. 104–107. 1911.
Etimología
Yucca: nombre genérico que fue nombrado por Carlos Linneo y que deriva por error de la palabra taína: yuca (escrita con una sola "c").
thompsoniana: epíteto otorgado en honor del botánico Charles Henry Thompson.
Sinonimis
- Yucca rostrata var. integra Trel.